# Beta Leonis Minoris
Beta Leonis Minoris (β Leonis Minoris, förkortat Beta LMi, β LMi) som är stjärnans Bayerbeteckning, är en dubbelstjärna belägen i den norra delen av stjärnbilden Lilla lejonet. Den har en kombinerad skenbar magnitud på 4,22 och är synlig för blotta ögat där ljusföroreningar ej förekommer. Baserat på parallaxmätning inom Hipparcosuppdraget på ca 22,3 mas, beräknas den befinna sig på ett avstånd på ca 146 ljusår (ca 45 parsek) från solen. Även om det är den enda stjärnan i Lilla lejonet med Bayerbeteckning, är det bara den näst ljusaste stjärnan i stjärnbilden (den ljusaste är 46 Leonis Minoris).

## Egenskaper
Primärstjärnan Beta Leonis Minoris A är en gul till vit underjättestjärna av spektralklass G8 III-IV. Den har en massa som är ca 2 gånger större än solens massa, en radie som är ca 7,8 gånger större än solens och utsänder från dess fotosfär ca 36 gånger mera energi än solen vid en effektiv temperatur på ca 5 000 K.
Följeslagaren Beta Leonis Minoris B är en gulvit underjättestjärna av spektralklass F8 IV med skenbar magnitud 6,12. Den kretsar kring primärstjärnan med en period på 38,62 år i en bana med en excentricitet på 0,668.